# Равджа
Равджа́ (также Равжай; монг. Ду́лдуйтын Да́нзанравжаа; 1803—1856), Догшин-нойон-хутухта V — деятель буддизма во Внешней Монголии, просветитель, художник, знаменитый поэт и драматург, автор перевода классической санскритской пьесы «Жизнь лунной кукушки» (монг. Саран хөхөөгийн намтар), ставшей первой известной в стране театральной постановкой.

## Биография

### Ранние годы и образование
Равджа родился в бедной семье в Гоби-Мергеновском хошуне Тушэту-ханского аймака Внешней Монголии (совр. сомон Хувсгел аймака Дорноговь) в 25 сутки среднего зимнего лунного месяца 1803 года недалеко от родника Шувуун, в местности к юго-востоку от горы Дулаан-Хар, к югу от Нарийн-Хар и к северу от источника Дэн. Его родители не имели практически никаких средств к существованию и жили нищенством.
Мои родители, у которых не было никакой еды, однажды просили подаяние у пастуха императорских табунов, чтобы хоть как-то прокормить новорожденного. Получив от него кусок баранины, они были чрезвычайно обрадованы и решили, что я, должно быть, какой-то выдающийся ребёнок. Всё, что у нас было из имущества — это гнедая лошадь, которую оставили в живых, не став забивать на мясо, в честь божества Амаа. Когда я ехал на ней, отец обычно шёл рядом и вёл её под уздцы. Однако и ту нашу гнедую вскоре съели волки у горы Хорго.
Рано лишившись матери, Равджа, вместе со своим отцом, Дулдуйтом, жил на подаяние. С ранних лет проявлял склонности к музыке и стихотворчеству; так, в семь лет он написал свой первый знаменитый экспромт «Хурмаст тэнгэр». Заметив в мальчике поэтические способности, которыми обладал прошлый перерожденец ньингмапинского хубилгана Догшин-нойон-хутухты, Жамъян Ойдовжамц, население местностей, где бывал Равджа, обращалось с просьбами к высшему духовенству с просьбой признать в нем его следующее воплощение. В 1809 году помощник старый Нойон-хутухты, отыскав мальчика, объявил его следующим воплощением своего учителя. Однако в связи с тем, что прошлый Нойон-хутухта, обвинённый в убийстве племянника маньчжурского императора Даогуана, был казнён в Пекине, а розыск его следующих воплощений в цинской Монголии был официально запрещён, осуществить признание гласно было невозможно.
В силу этого отец в 1809 году решил отдать его в монастырь Онгийн-хийд в ученичество к ламе Ишлхундэву Ринпоче, где мальчик получил имя Лувсанданзанравжа и обеты буддиста-мирянина. Во время учёбы в монастыре мальчик блестяще и разносторонне показал себя, и в 1811 году был гласно признан Ишлхундэвом в качестве перерождения агрампы-цордже Наваана, или Ашваа-гэгэна. Идентичность признания подтвердили Панчен-лама VII и Джанджа-хутухта IV Еше Тенпей Гьялцен; в Урге Равджа был представлен Богдо-гэгэну IV, который даровал ему титул «Отважный» (чин зоригт) и право пользования некоторыми статусными вещами, такими как пять ковриков для сиденья. Впоследствии Тушэту-хан даровал ему право пользоваться дополнительно ещё двумя ковриками. После вмешательства в конфликт вокруг одиозного хубилгана Далай-ламы X маньчжурские власти позволили Равдже носить свой подлинный титул.
В 1817 году Равджа переехал в монастырь Долнуур, где в течение трёх лет изучал ламрим, а также творчество тибетского поэта Ромпо Калден Гьяцо под руководством ученика предыдущего Нойон-хутухты, Жамбала; получал тантрические посвящения в монастырях Чойлинг и Бадгар. Первым таким посвящением стало посвящение Ямантаки, полученное Равджой в двенадцатилетнем возрасте у Ажаа-гэгэна; также он получал посвящения и наставления у Джанджа-хутухты, Арья Ринпоче, Дуйнхор Ринпоче, Гуру-Дэва Ринпоче, Ради Дорджежанцана, настоятеля Онгийн-хийда Брагри Ёнгзин Дамцагдоржа, цорджи-ламы Долнуура, настоятеля монастыря Цагаан-Хадны; прошёл множество затворничеств. В целом, Равджа прошёл курс буддийского образования, типичного для хубилганов.

### Основание храмов

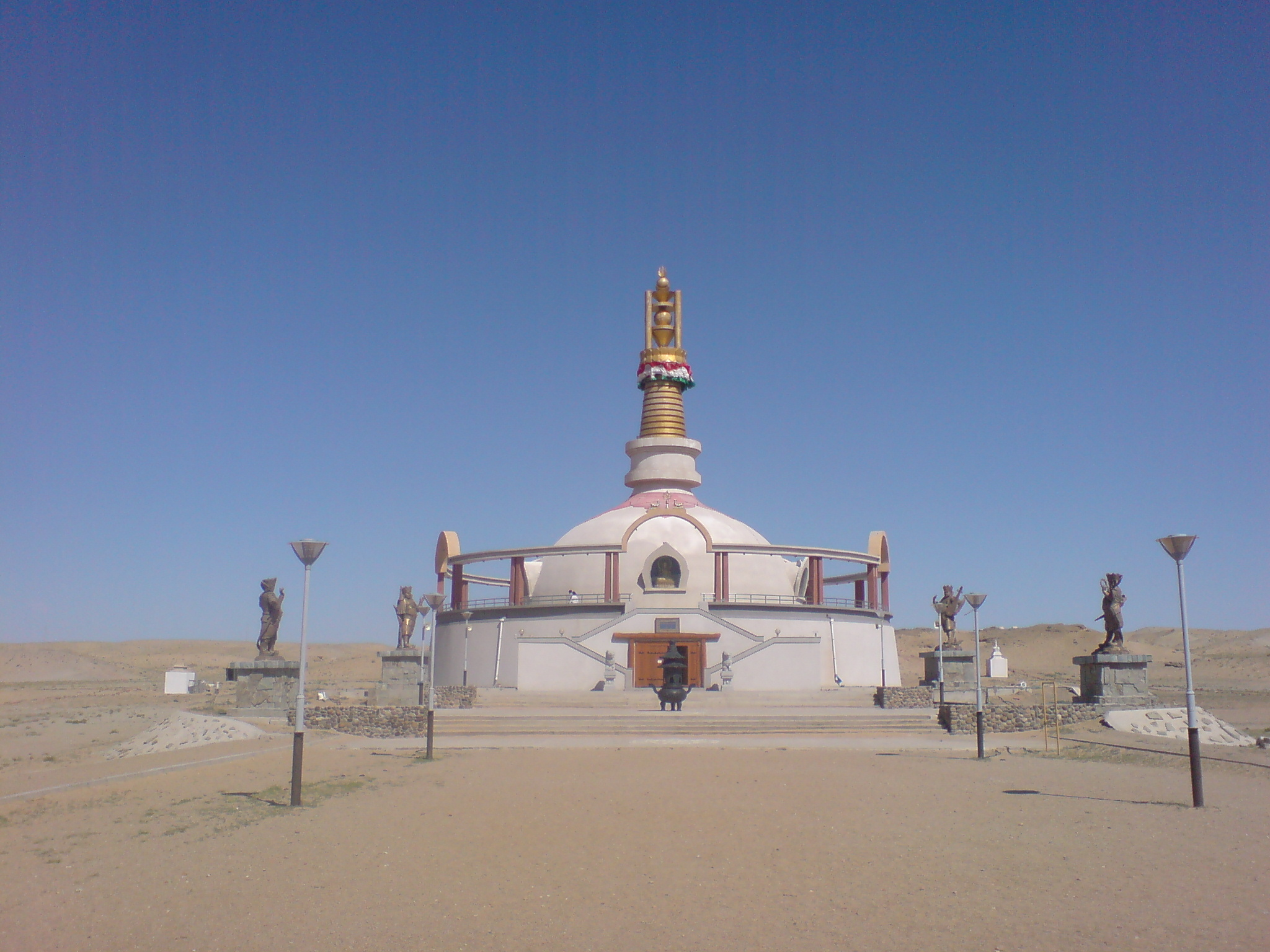
Ступа Увгэн в монастыре Хамарын, основанном Равджой.

После окончания в 1820 году курса традиционного буддийского образования Равджа основал монастыри Хамарын (Увэр-Баясгалант), Чойлогийн и Бурдэний, ставшие средоточиями культуры, искусства и образования. В 1821 году им в Хамарын-хийде был основан Ламрим-дацан, в 1822 — храм Лабран, в 1823 — храмы Агваа, чойры и храм дхармапал, а в 1287 — храм Калачакры. Также он основал храм Цогчен в монастыре Чойлинг; в 1828 — три монастыря горы Шарилын. В 1843 году — Белокаменный (Цагаан чулуутын) храм и храм Ухаа-Аргалантын. Также, с момента основания Хамарын-хийда, Равджа занимался обустройством при нём ритуального комплекса «Северной Шамбалы».
В 1840-х годах Равджа основал монастыри Улан-Сахиусны, Цагаан-Толгойн и Дэмчигийн, известные как «Три монастыря горы Галбын» (совр. сомон Ханбогд аймака Умнеговь), и переехал туда. Помимо этого, оно основал несколько монастырей во Внутренней Монголии. Равджа лично принимал участие в разработке архитектурных проектов для этих строек.

### Просветительская деятельность
Особое внимание Равджа уделял Хамрын-хийду, в котором помимо строений, стандартных для монгольского буддийского монастыря, в 1832 году организовал театр, — «дацан воспевания житий» (монг. намтар дуулах дацан), и при нём — гастролирующую труппу, общественную библиотеку, музей — т. н. «выставочный храм» «Гиваадин Равжаалин», а также и подобие начальной общеобразовательной школы для детей — беспрецедентные начинания в дореволюционной Монголии. Его школа — т. н. «детский дацан» (монг. хүүхдийн дацан) представляла возможность способным детям, как мальчикам, так и девочкам, вне зависимости от их сословного положения овладевать материалами светской образовательной программы — тибетской и монгольской литературой, математикой, естествознанием и историей. Выпускники школы получали заверенное печатью свидетельство об образовании.
Основанный в 1840 году «выставочный храм»-музей располагал десятитысячным фондом экспонатов, представлявших собой личные художественные работы-танка и вещи Равджи, подарки ему со стороны феодалов и чиновников, а также разнообразные любопытные вещи, собранные Равджой во время его многочисленных путешествий. В публичной библиотеке посетители могли послушать штатных чтецов, специально декламирующих книги вслух.

### Основание монгольского театра
Наиболее талантливых приглашали в театральные труппы, ставившую «Лунную кукушку» и другие пьесы Равджи, в качестве актёров, певцов, костюмеров и декораторов, а также учителями в саму школу. Пьесы представляли собой сочетание песен, танца и рассказа в комедийном и мелодраматическом жанрах, которые Равджа ставил, основываясь на хореографии церемонии цам и иностранной драматургии; с ними порядка 300 артистов за гонорары гастролировало по Гоби. Первую свою пьесу Равджа поставил у себя на родине, в монастыре Тулгат Гоби-Мергеновского хошуна. Пьесы ставились нелегально, так как театр во Внешней Монголии был маньчжурами запрещён; полное же представление «Лунной кукушки» занимало месяц.

### Отношения с властями
В отличие от абсолютного большинства буддийского духовенства Монголии, Равджа придерживался не учения школы гелуг, а воззрений тибетской школы старых переводов — ньингма, — и поэтому, не соблюдая обычного для гелонгов безбрачия, имел сразу двух жён, что также не способствовало его популярности в среди халхаского духовенства и знати. Его образ жизни, а также выражаемая им в своих стихах острая социальная критика навлекли на него неудовольствие халхаской элиты, в особенности же — вдовы Тушэту-хана. Последнее своё стихотворение, «Наказ вселенной», Равджа написал, узнав, что его только что отравили, и скончался в возрасте 53 лет.
Чтобы сохранить от рассеивания и разграбления наследие Равджи, его ученики мумифицировали его и, соорудив большой склеп, поместили в него его тело и 1500 сундуков с реликвиями, объявив это захоронением. В силу охраны всех захоронений императорским указом об неприкосновенности под угрозой смертной казни, маньчжурские посланцы не осмелились его тронуть. Вплоть до 1937 года захоронение оставалось целым, однако с началом репрессий и гонений с подачи Коминтерна  на ламство хранитель склепа сумел вывезти и спрятать в песках лишь 49 сундуков, а остальное подверглось разграблению.

## Литературное наследие
Как не стыдно?

С белою во лбу звездой

Из наставлений геше Шараву

Совершенные качества

Наставление Даши-зайсангу
Равджа сочинял на монгольском и тибетском языках, создав в общей сложности около тысячи стихотворных произведений и более сотни песен. Из сохранившихся до нашего времени 170 произведений — на монгольском и свыше 180 — на тибетском. Среди известнейших его стихотворных произведений, некоторые из которых остаются любимыми народом и по сей день — песни «Совершенные качества» (Yлэмжийн чанар), «Старая птица» (Өвгөн шувуу), «Солнечносветлый Морковный» (Наран зул хул, по имени лошади), «Тёплый ветерок» (Урьхан хонгор салхи), «Пять знаков» (Таван дохио), стихотворения «Неделимая душа» (Салж ядах сэтгэл), «Наказ вселенной» (Ертөнц авхайн жам), «Как не стыдно?» (Ичиг ичиг) и другие. Литературное наследие Равджи фигурирует и в современной монгольской популярной культуре, так, припев песни «Өвгөн савдагийн үлгэр» монгольской фолк-рок-группы «Алтан ураг» представляет собой незначительно изменённое четверостишие юного Равджи.
В поэзии Равджи ощущается сильное влияние классической индийской, китайской и тибетской литературы. Помимо стихосложения, Равджа оставил множество буддийских философских трактатов и сочинений.
Песни, стихи и наставления Равджи характерны своей неприкрытой критикой современного ему общества цинской Монголии. Выходец из простонародья, Равджа не мог спокойно смотреть на окружавшее его лицемерие, разоблачая тех, кто «помогает себе, не помогая другим и критикует других, не критикуя себя», а также всякую видимую им личину невежества и двуличия, и высмеивая их. При этом социальная сатира и критицизм Равджи были пропитаны духом буддийского учения о преходящности, понимание которого он продемонстрировал ещё ребёнком, сочинив экспромт в тот момент, когда в дымовое отверстие юрты, в которой он находился, внезапно полил дождь:
Тучи собрались, время дождю, — 
 У двери ль, внутри ли сидишь — всё равно. 
 Смерть подошла, настал смертный час — 
 Стар ты иль молод — не всё ли одно?
В конце жизни Равджа особенно откровенно обличал лицемерие ламства и высоких сановников; этому посвящено, в частности, стихотворение «Как не стыдно?». Во многих его стихотворениях присутствовали антиманьчжурские настроения.

## Дань памяти
- В 1991 году совместная австро-монгольская экспедиция обнаружила сокрытые в 1938 году в Гоби реликвии Равджи, ныне экспонирующиеся в посвящённом ему музее в Сайншанде,[11][12] в том числе и некоторые вещи из инвентаря «Житийного дацана»-театра. Хранителем наследия Равджи при восстановленном в 1990-х годах в Дорногови Хамарын-хийде является прямой потомок ближайшего помощника Равджи З. Алтангэрэл.[13]
- В 1997 году был снят художественный фильм «Страж Догшин-хутухты» (монг. Догшин хутагтын сахиус).
- В Улан-Баторе существует улица Нойон-хутухты Данзанравжи (Ноён хутагт Данзанравжаагийн гудамж), идущая от проспекта Чингиса до улицы Туристической.
- В 2000 году в Улан-Баторе был построен храм Уржиншаддувлин, посвящённый Равдже.
- «В память о Данзанравже» (монг. Данзанравжаагийн дурсгалд) — стихотворение монгольского поэта Ренчиний Чойнома.
- В 2003 году на уровне ЮНЕСКО отпраздновано двухсотлетие со дня его рождения.[14]